# Otto Ernst Hesse

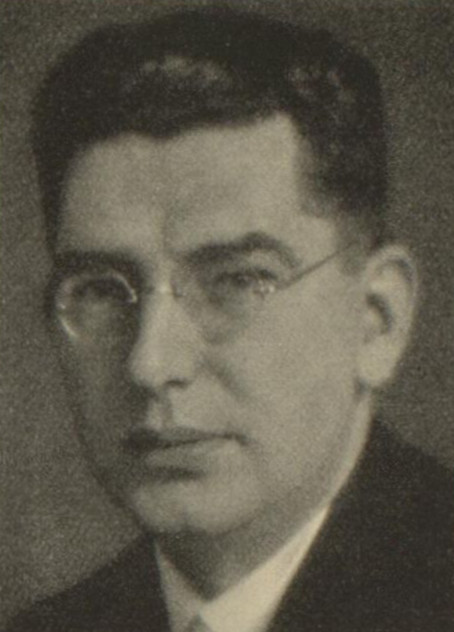
Otto Ernst Hesse

Otto Ernst Hesse (* 20. Januar 1891 in Jeßnitz (Anhalt); † 16. Mai 1946 in Berlin) war ein deutscher Dramatiker, Publizist, Komödienautor, Erzähler, Lyriker und Theaterkritiker. Er publizierte auch unter dem Pseudonym Michael Gesell.

## Leben
Hesse studierte Philosophie an der Albert-Ludwigs-Universität Freiburg, der Ludwig-Maximilians-Universität München und der Universität Leipzig. Mit einer Doktorarbeit über Jens Immanuel Baggesen wurde er 1914 zum Dr. phil. promoviert.
Ab 1917 arbeitete er als Feuilletonredakteur der Königsberger Allgemeinen Zeitung. Er war seit Anfang der Zwanziger Jahre in Berlin. Er war Leiter des Feuilletons bei der Korrespondenz von Rudolf Dammert, die von Alfred Hugenbergs Telegraphen-Union (TU) aufgekauft wurde. Als die TU Anfang 1924 einen Rechtsschwenk auch bei den Dammert-Diensten durchsetzte, verließ Hesse gemeinsam mit Redakteuren wie Josef Räuscher oder Wilhelm Vogel die Firma unter Protest. Das wurde durch den Vorwärts publik gemacht. Hesse gab gegenüber dem Journalistenverbandsorgan Deutschen Presse öffentlich die "Rechtsrückung" der TU als Grund für sein Ausscheiden an; er habe schon bei Eintritt in das Unternehmen klar kommuniziert, „dass ich nicht gekommen sei, das Feuilleton für deutschvölkisch eingespannte Korrespondenzen zu redigieren“. Dies wurde in vielen Zeitungen verbreitet. Hesse schrieb danach unter anderem für die linksliberale Vossische Zeitung. Ab 1932 war er Feuilletonchef der B.Z. am Mittag.
Otto Ernst Hesse schrieb Drehbücher zu zahlreichen Filmen der Zeit des Nationalsozialismus. Von ihm stammt auch der Text des bekannten Filmschlagers „Die Nacht ist nicht allein zum Schlafen da“. Er starb mit 55 Jahren.

## Drehbücher
- 1936: Das Veilchen vom Potsdamer Platz
- 1938: Heimat
- 1938: Stärker als die Liebe
- 1939: Liebe streng verboten
- 1940: Leidenschaft
- 1941: Heimaterde
- 1943: Himmel, wir erben ein Schloß!
- 1943: Zirkus Renz
- 1944: Musik in Salzburg
- 1944: Das Leben ruft
- 1945: Die tolle Susanne